# Pain & Gain - Muscoli e denaro
Pain & Gain - Muscoli e denaro (Pain & Gain) è un film del 2013 diretto da Michael Bay.
Il film, con protagonisti Mark Wahlberg, Dwayne Johnson ed Anthony Mackie, è ispirato a una storia vera ed è l'adattamento cinematografico di una serie di articoli del 1999 del Miami New Times, scritti dal giornalista investigativo Pete Collins, poi raccolti nel suo libro pubblicato nell'aprile 2013 ed intitolato Pain and Gain: This is a True Story, e segue le vicende di un gruppo di culturisti ribattezzati dalla stampa come Sun Gym Gang che tra il 1994 e il 1995 commise vari crimini tra cui rapina a mano armata, estorsione, sequestro di persona, due omicidi e un tentato omicidio. I nomi di alcuni personaggi della pellicola come Victor Kershaw e Sorina Luminita sono stati inventati per proteggere l'incolumità delle persone coinvolte.

## Trama
Miami, 1994. Daniel Lugo è un bodybuilder che lavora come personal trainer presso la palestra "Sun Gym" di Miami con il suo amico Adrian Doorbal, dipendente dagli steroidi. Stanco di vivere una vita basata sulla povertà e desideroso di conquistare il sogno americano, escogita un piano per rapire Victor Kershaw, un uomo d'affari ricco e importante. Con l'aiuto dell'ex criminale Paul Doyle e l'ausilio della spogliarellista rumena Sorina Luminita, futura fidanzata di Paul, la 'Sun Gym Gang' rapisce con successo Kershaw e con un'estorsione riesce ad accedere a tutte le sue finanze, approppiandosi persino della sua villa, ma quando Kershaw sopravvive ad un multiplo tentato omicidio della banda, assolda il detective Ed Du Bois per catturare i criminali, visto che il Dipartimento di Polizia di Miami non riesce a farlo.
Dicembre 1994. I tre, ormai latitanti e pedinati dalle autorità, organizzano un secondo colpo ai danni del magnate della pornografia Frank Grin per aiutare Paul a risanare i suoi debiti, causati dall'abuso di cocaina e dall'eccesso delle sue abitudini; la situazione però sfugge al loro controllo e li obbliga a smembrare e far sparire i corpi dell'uomo e di sua moglie.
Giugno 1995. In seguito alle innumerevoli accuse di omicidio, sequestro e altri atti illegali, alle prove fotografiche e alle varie testimonianze, il trio viene catturato e condannato- Daniel e Adrian a morte, Paul a 15 anni di carcere- e la moglie dello stesso Adrian decide di divorziare, mentre Sorina viene prosciolta da ogni accusa.

## Produzione
Michael Bay rinviò svariate volte questo progetto in favore della serie di film di Transformers, iniziata nel 2007 e terminata col terzo film nel 2011: 
(Michael Bay)

### Cast
L'attore Albert Brooks fu considerato per un ruolo, ma non raggiunse l'accordo con la produzione e venne preso al suo posto John Turturro, il quale però fu costretto ad abbandonare il progetto per il sovrapporsi di altre riprese. Infine il 28 febbraio 2012 fu scelto Tony Shalhoub.
Nel cast sono presenti due wrestler, ovvero Dwayne Johnson e Kurt Angle. Piccolo cameo anche per il pugile ucraino e campione del mondo dei pesi massimi Wladimir Klitschko e per la pornostar Nikki Benz nel ruolo di una delle spogliarelliste.
Il 17 febbraio 2012 il regista conferma la presenza nel cast di Ed Harris e di Rob Corddry. Il 23 febbraio si aggiunge al cast Anthony Mackie e il 28, insieme a Tony Shalhoub, la modella russa Bar Paly. Il 27 marzo si aggiunge Rebel Wilson e il 5 aprile Ken Jeong nel ruolo di Johnny Wu.
Per partecipare al film, gli attori hanno rinunciato ai loro cachet per poter fare il film con un basso budget ed hanno accettato di ricevere una percentuale degli incassi.

### Riprese
Le riprese del film, iniziate il 2 aprile e terminate il 2 giugno 2012, sono state effettuate interamente a Miami, in Florida (Stati Uniti d'America).
Il film ha un budget di circa 26 milioni di dollari. Dopo il film di debutto di Michael Bay, Bad Boys, questa pellicola è quella dal budget più basso tra i film del regista.

## Promozione
Il primo trailer viene mostrato nella giornata delle preview organizzata dalla Paramount Pictures, distributrice americana della pellicola, per essere poi diffuso online il 20 dicembre 2012.

## Distribuzione
Il film è stato distribuito nelle sale cinematografiche statunitensi a partire dal 26 aprile 2013. In Italia è uscito il 18 luglio 2013.

## Accoglienza

### Incassi
Pain & Gain - Muscoli e denaro ha incassato 49875291 $ nel Nord America e 36300000 $ nel resto del mondo, di cui 946767 $ in Italia, per un totale di 86175291 $.

### Critica
Peter Travers ha scritto che il regista "aveva affermato di voler realizzare un piccolo film personale che mostrasse il vero Bay. E Pain & Gain è quel film. Stupido, superficiale, profondamente cinico e privo di creatività."